# John Exton
John Exton (1600 – 1668) è stato un magistrato inglese.

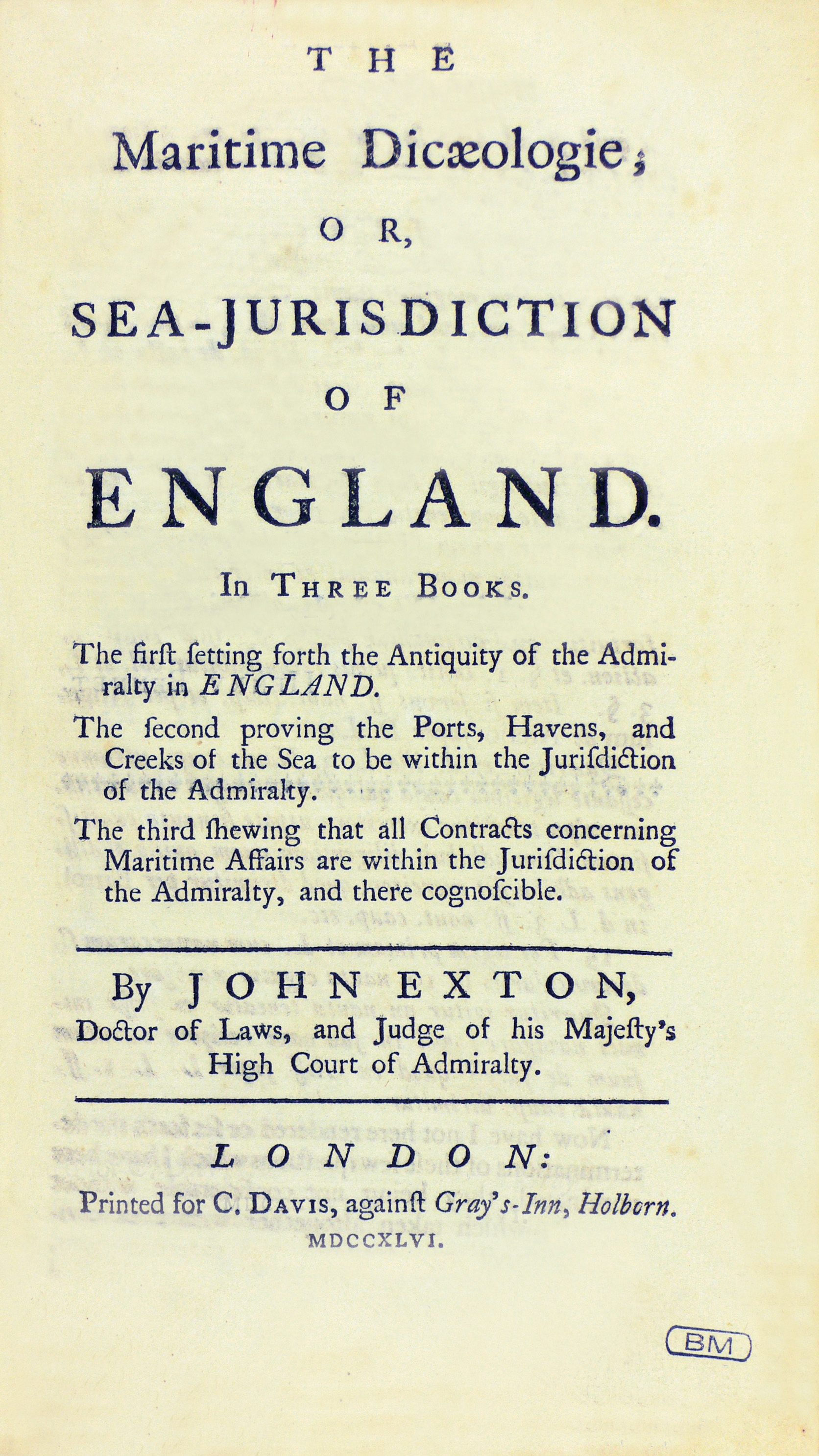
The maritime dicaeologie, 1746 (Fondazione Mansutti, Milano).

Dopo aver conseguito una laurea in diritto civile all'Università di Cambridge, il Parlamento inglese lo nominò presidente dell'Alta Corte dell'Ammiragliato, carica che riottenne subito dopo la fine della guerra civile inglese nel 1649 da Giacomo II, l'allora Duca di York. 
La sua opera, The maritime dicaeologie, pubblicata per la prima volta nel 1664 a Londra e dedicata al futuro re Giacomo II, è divisa in tre parti. La prima descrive la storia dell'Alta Corte da lui presieduta, dalla costituzione nel 1360 ai suoi giorni; la seconda descrive il territorio sotto la sua giurisdizione; la terza analizza i contratti marittimi, definendo quali fossero soggetti alla common law e quali al diritto marittimo. Un esemplare dell'edizione londinese del 1746 ed è conservato presso la Fondazione Mansutti di Milano. Una copia anastatica del volume è stata pubblicata nel 2005.